# 小说家的电影
《小说家的电影》（韩语：／）是2022年上映的韩国黑白剧情片，由洪常秀自编自导，李慧英和金珉禧主演。影片是洪常秀连续第三年受邀参加柏林国际电影节的作品，于2022年2月16日作为第72屆柏林影展主竞赛单元作品首映，夺得評審團大獎銀熊獎。影片于2022年4月21日在韩国上映。

## 演员
- 李慧英 饰 小说家俊熙
- 金珉禧 饰 演员吉秀[4]
- 赵允熙
- 徐永嬅
- 權海驍
- 奇周峰
- 朴美姬
- 河成国

## 制作
影片于2021年3月在韩国首尔郊外拍摄，为期两周。剧照于2022年4月12日公布。

## 发行
影片为2022年柏林国际电影节主竞赛单元作品，角逐金熊奖。算上2020年的《逃走的女人》和2021年的《引见》，本片是导演洪常秀连续第三年受邀参加柏林电影节。影片于2022年2月16日在波茨坦广场歌剧院首映，韩国国内则于2022年4月21日上映。

## 反响
汇总媒体烂番茄根据10条评论打出100%的全鲜度，平均得分7.80/10。
好萊塢報導的大卫·罗尼（David Ronney）认为影片暗含着对创作社群视野狭隘、艺术家生命不断流逝、保持寻找真相态度（即便是在看似随机的人际关系中）的看法。他在结尾处写道：“《小说家的电影》是一部狂妄的默片，从本质上讲什么都没说，也没有要郑重提及的东西。然而对于艺术家来说，这种做法是在不断地阐释自己作品的价值，以及与他合作的人给作品带来的东西，而这种安排不得不说令人赏心悦目。所以，洪常秀的第27部长片与其说是一个重要的新篇章，倒不如说是给他之前的作品留下一个饶有趣味的脚注。”《综艺》杂志的盖伊·洛奇（Guy Lodge）表示，作为一名多产的韩国导演，洪常秀的最新作品所不是他最为重要的作品，但仍有比较多的趣味。Deadline Hollywood的斯蒂芬妮·班伯里（Stephanie Bunbury）强调洪常秀是柏林电影节最请来的导演，认为影片是他又一部“走路加说话”的电影，“以惯常、难以捉摸的灵巧性封装了韩国生活的一小部分”。她表示：“影片没有展示一种成功感，而是清楚地说明这个感觉是创造生活流动使然。他们（小说家和导演）一直合作。他们就是这样做的。”
《南华早报》的詹姆斯·莫特拉姆（James Mottram）打出3.5/5星评价，认为影片由轻柔的巧事和乏善可陈的幽默桥段带动。在他看来，观众如果无法忍受洪式电影精美，就会觉得这部片子很无聊，但这也是日常人际交往独有的美感。《偏锋杂志》的杰克·科尔（Jake Cole）打出3.5/4星评价，认为影片或许是洪常秀最为强大的一部作品，表明他还有非常多从最常见的细节中攫取意义和美感的办法。独立影评人丹尼斯·施瓦茨（Dennis Schwartz）打出B+评分，表示要留待观众去评判洪常秀是否在影片中安排足够的东西，以此来成功制作一部既有趣又有意义的电影。而对施瓦茨来说，这部电影“温柔、真诚、鼓舞人心”。The Film Stage的罗利·奥康纳（Rory O'Connor）打出B级评价，认为对白“尖刻、有自我反省的意义，就像在说自己”。对他而言，影片“谦逊但欢快”。尽管在COVID-19疫情防控期间拍摄，镜头中有许多人戴着口罩，摄影、剪辑乃至配乐由洪常秀一手包办，影片最终还是呈现出一些自我参照式的称颂。

## 奖项与提名
| 年份 | 大奖           | 奖项             | 获奖者           | 结果 | 参考          |
| ---- | -------------- | ---------------- | ---------------- | ---- | ------------- |
| 2022 | 柏林国际电影节 | 評審團大獎銀熊獎 | 《小说家的电影》 | 獲獎 | [ 18 ] [ 19 ] |